# On the Little Mill Trace
On the Little Mill Trace è un cortometraggio muto del 1915 diretto da Lawrence C. Windom.

## Produzione
Il film fu prodotto dalla Essanay Film Manufacturing Company.

## Distribuzione
Distribuito dalla General Film Company, il film - un cortometraggio in due bobine - uscì nelle sale cinematografiche USA il 6 novembre 1915.